# Megaselachus
Sous-genre
Megaselachus est un sous-genre de requins du genre Otodus (famille des Otodontidae, ordre des Lamniformes). Il ne comporte qu'une seule espèce, Otodus (Megaselachus) megalodon, le Mégalodon. 

## Systématique
Le sous-genre Megaselachus a été créé en 1964 par le paléontologue russe Leonid Sergeevich Glikman (1929-2000) initialement au rang de genre.
Des similitudes remarquées entre les genres Otodus, Carcharocles et Megaselachus, ont suscité leur regroupement en un seul genre, Otodus (le plus ancien), et les trois genres initiaux reclassés en sous-genres (Otodus (Otodus), Otodus (Carcharocles) et Otodus (Megaselachus)).

## Liste des espèces
- † Otodus (Megaselachus) megalodon (Agassiz, 1843)